# Panimerus wagneri
Panimerus wagneri är en tvåvingeart som beskrevs av Salamanna 1982. Panimerus wagneri ingår i släktet Panimerus och familjen fjärilsmyggor. Inga underarter finns listade i Catalogue of Life.